# Dean Stockwell
Robert Dean Stockwell (født 5. marts 1936, død 7. november 2021) var en amerikansk film- og tv-skuespiller med en karriere på over 70 år. Som barneskuespiller under kontrakt hos Metro-Goldwyn-Mayer indspillede han bl.a. Orlov i Hollywood (1945), De grønne år (1946), Mand og mand imellem (1947) og Kim (1950).
Som ung spillede han en hovedrolle i broadwayskuespillet (1957) og efterfølgende filmatiseringen (1959) af De amoralske, og i 1962 spillede Stockwell Edmund Tyrone i filmatiseringen af Long Day's Journey to Night. Han dukkede op i biroller i film som Paris, Texas (1984), To Live and Die in L.A. (1985), Blue Velvet (1986), Frækkere end politiet tillader 2 (1987), The Player (1992), og Air Force One (1997). Han blev nomineret til en Oscar for bedste mandlige birolle for sin præstation i Gift med mafiaen (1988).
Hans tv-roller omfatter at spille Rear Albert "Al" Calavicci i Quantum Leap (1989-1993) og Brother Cavil i Sci-Fi Channel-genoplivelsen af Battlestar Galactica (2004-2009). Efter sine roller på Quantum Leap og Battlestar Galactica, har Stockwell optrådt på adskillige science fiction konventioner.

## Filmografi
- Air Force One (1997)